# Isabela Souza
Isabela Soares de Souza (Belo Horizonte, Brazília, 1998. január 13. –) brazil színésznő, énekesnő, modell.
Legismertebb alakítása Beatriz "Bia" Urquiza a 2019-től futó Bia című sorozatban. A Juacas című sorozatban is szerepelt.

## Élete és pályafutása
Isabela 1998. január 13-án született Belo Horizonte-ban. 10 éves korában családjával Rio de Janeiroba költözött.
2018-ban a "Minha Vez" című dalt énekelte az Elena, Avalor hercegnője című animációs sorozatban.
2018 májusában megkapta Bia Urquiza szerepét a Bia című sorozatban. Buenos Airesbe költözött és megtanult spanyolul.

## Filmográfia
| Év        | Magyar cím | Eredeti cím            | Szerep                | Megjegyzések                          |
| --------- | ---------- | ---------------------- | --------------------- | ------------------------------------- |
| 2021      |            | Bia: Un mundo al revés | Beatriz "Bia" Urquiza | televíziós különkiadás                |
| 2019–     | Bia        | Bia                    | Beatriz "Bia" Urquiza | főszereplő magyar hangja Györke Laura |
| 2017–2019 |            | Juacas                 | Brida                 | főszereplő                            |